# 33.er Regimiento de Instrucción Aérea
El 33.eɽ Regimiento de Instrucción Aérea (en alemán 33. Flieger-Ausbildungs-Regiment) fue una unidad militar de la Luftwaffe de la Alemania nazi.

## Historia
Formado el 1 de abril de 1939 en Ingolstadt desde el 33.º Batallón de Reemplazo Aéreo con:
- Stab.
- I Batallón de Instrucción desde el 33.º Batallón de Reemplazo Aéreo.
- Escuela Elemental de Vuelo (Escuela/33.eɽ Regimiento de Instrucción Aérea) desde la Escuela Mixta Experimental Superior Ingolstadt-Manching.

El II Batallón de Instrucción fue formado en 1940, mientras la Escuela/33.eɽ Regimiento de Instrucción Aérea deja el regimiento el 1 de octubre de 1941 y se convirtió en 33.º Escuela Mixta Experimental Superior. Trasladado a Königsberg en noviembre de 1939 y a Detmold en marzo de 1941. El 16 de agosto de 1942 es redesignado como el 33.º Regimiento Aéreo.

## Comandantes
- Coronel Heinrich Geerkens - (1 de abril de 1939 - 1940)

## Orden de Batalla
- 1939 – 1940: Stab, I. (1-5), 6., 7., Escuela.
- 1941 – 1942: Stab, I. (1-5), 7., II. (8-12).